# This Is the Right Time
A This Is the Right Time a brit énekes-dalszerző Lisa Stansfield és Coldcut közös dala, mely 1989. július 31-én jelent meg. A dal az Affection első kimásolt kislemeze az albumról. A dalt Ian Devaney és Andy Morris írta. A dal kedvező értékelést kapott a zenekritikusoktól.

## Megjelenés
A "This Is the Right Time" az első kimásolt európai kislemezként jelent meg 1989. július 31-én. Ez a kislemez  magába foglalja a Blue Zone együttessel rögzített "Big Thing" című dalt is, valamint a David Dorrell, CJ Mackintosh, Paul Witts és Eddie Gordon által készített remixeket is. A dalhoz készült videoklipet a Big TV rendezte. A kislemezt egy évvel később 1990. július 30-án jelentették meg a harmadik Észak-Amerikai kislemezként, valamint Shep Pettibone és Yvonne Turner remixeit is tartalmazza a kiadvány. Az Észak-Amerikai piacra szánt videoklipet Jimmy Fletcher rendezte 1990 szeptemberében, közvetlenül Stansfield európai turnéjának megkezdése előtt. A dupla A oldalas kislemezen a "This Is the Right Time" mellett a "You Can't Denny It" című dal US remixei is helyet kaptak, és bizonyos európai országokban jelent meg. Japánban a kislemez 1990. október 3-án jelent meg.
A dal sikeres volt, és Kanadában a 12. helyre került, míg az Egyesült Királyságbn a 13. helyre került. Németországban a 17. Ausztriában a 24. helyre került. Az amerikai Billboard Hot 100-as listán a 24. helyezést érte el, míg a Hot Dance Club Songs listán az első, a Hot R&B / Hip-Hop listán a 13. helyezést sikerült elérnie.
A dal felkerült a 2003-ban megjelent Biography: The Greatest Hits című válogatás lemezre is, valamint a dal remixei szerepelnek a 2014-ben megjelent deluxe 2CD + DVD-n is, valamint az "Affection" újrakiadásán is, és a People Hold On ... The Remix Anthology / The Collection 1989–2003 című albumokon is.

## Kritikák
A Music & Media kritikusa ezt írta a dalról: A kritikus a 70-es évek hangos diszkó dalának nevezte a dalt, melyet a Coldcut készített. A Gavin Report popos jazz/soul hangzásúnak nevezte a dalt, melyet az énekes és dalszerző lenyűgöző vokális tehetsége csak emel a színvonalon. Az AllMusic diszkó remekműnek nevezte a dalt, és az "Affection" album himnuszának kiáltotta ki.

## Számlista
| Európai 7"kislemez / Japán CD single 1. "This Is the Right Time" (Single Version) – 4:12 2. "Affection" (Edit) – 4:22 Európai CD single 1. "This Is the Right Time" (Single Version) – 4:12 2. "This Is the Right Time" (Miles Ahead Mix Edit) – 5:25 3. "Affection" (Edit) – 4:22 4. "Big Thing" (Extended Edit) – 5:40 Európai 12" single 1. "This Is the Right Time" (Extended Version) – 5:40 2. "Affection" – 5:52 3. "This Is the Right Time" (Miles Ahead Mix) – 7:45 Európai 12" single (Kick Mix) 1. "This Is the Right Time" (Kick Mix) – 6:45 2. "This Is the Right Time" (Club Dub) – 6:15 3. "Affection" – 5:52 UK 12" single (Kick Mix) 1. "This Is the Right Time" (Kick Mix) – 6:45 2. "This Is the Right Time" (Club Dub) – 6:15 3. "Big Thing" (Extended) – 6:40 US 7" single 1. "This Is the Right Time" (Single Version) – 4:12 2. "My Apple Heart" – 5:17 | US 12" single 1. "This Is the Right Time" (Extended Remix) – 9:44 2. "This Is the Right Time" (Dub Mix) – 4:42 3. "This Is the Right Time" (The Rhythm Mix) – 7:51 4. "This Is the Right Time" (The Rhythm Dub) – 6:51 5. "This Is the Right Time" (The Rhythm Edit) – 4:30 1990 Európai 7" kislemez (US Mixes) 1. "This Is the Right Time" (US Mix) – 4:12 2. "You Can't Deny It" (US Mix) – 4:22 1990 Európai CD single (US Mixes) 1. "This Is the Right Time" (US Mix) – 4:12 2. "You Can't Deny It" (Yvonne Turner Mix) – 6:08 3. "This Is the Right Time" (Shep Pettibone Mix) – 6:33 1990 Európai 12" single (US Mixes) 1. "This Is the Right Time" (Shep Pettibone Mix) – 6:33 2. "This Is the Right Time" (Yvonne Turner Mix) – 7:51 3. "You Can't Deny It" (Yvonne Turner Mix) – 6:08 1990 promóciós kislemez 1. "This Is the Right Time" (Dimitri from Paris Remix) – 5:56 2006 US digital Dance Vault Mixes 1. "This Is the Right Time" (Kick Mix) – 6:45 2. "This Is the Right Time" (Club Dub) – 6:15 3. "This Is the Right Time" (Single Version) – 4:12 4. "This Is the Right Time" (Shep 12-inch) – 9:44 5. "This Is the Right Time" (Yvonne Turner Mix) – 4:30 |

## Slágerlista
| Slágerlista (1989–90)                  | Legjobb helyezések |
| -------------------------------------- | ------------------ |
| Australia (ARIA)                       | 138                |
| Ausztria (Ö3 Austria Top 40)           | 20                 |
| Kanada Top Singles (RPM)               | 12                 |
| Kanada Adult Contemporary Tracks (RPM) | 26                 |
| Canada Dance (RPM)                     | 4                  |
| Europe (European Hot 100 Singles)      | 51                 |
| Franciaország (Single Top 100)         | 49                 |
| Germany (Official German Charts)       | 17                 |
| Italy (Hit Parade)                     | 24                 |
| Spain Radio (PROMUSICAE)               | 39                 |
| Egyesült Királyság (UK Singles Chart)  | 13                 |
| US Billboard Hot 100                   | 21                 |
| US Hot Dance Club Songs (Billboard)    | 1                  |
| US Hot R&B/Hip-Hop Songs (Billboard)   | 13                 |

| Slágerlista (1990)                  | Helyezések |
| ----------------------------------- | ---------- |
| Canada Dance (RPM)                  | 17         |
| US Hot Dance Club Songs (Billboard) | 32         |